# بخت ابله
بخت ابله (انگلیسی: Fool's Luck) یک فیلم کوتاه کمدی به کارگردان راسکو آرباکل است که در سال ۱۹۲۶ منتشر شد.

## گزیدهٔ بازیگران
- لوپینو لین
- جرج دیویس
- ویرجینیا وَنس
- گلن کاوندر
- والاس لوپینو